# Samostan Ganden
Samostan Ganden (tudi Gaden ali Gandain ali Ganden Namgyeling ali samostan Gahlden je eden od 'velikih treh' tibetskih univerzitetnih samostanov Gelug. Stoji v okrožju Dagzê v prefekturi Lasa. Druga dva sta samostan Sera in samostan Drepung. Samostan Ganden je leta 1409 ustanovil Je Tsongkhapa Lozang-dragpa, ustanovitelj reda Gelug. Samostan je bil po letu 1959 porušen, a je bil od takrat delno obnovljen. Še en samostan z istim imenom in tradicijo so leta 1966 v južni Indiji ustanovili tibetanski izgnanci.

## Lokacija
Ganden je 40 kilometrov severovzhodno od Lase. Samostan leži v hribovitem naravnem amfiteatru. Obstajajo dramatični razgledi na doline s poti Kora okoli samostana. Samostan Ganden je na vrhu gore Vangbur v okrožju Dagzê na nadmorski višini 4300 m. Njegovo polno ime je Ganden Namgyal Ling (dga' ldan rmam rgyal gling). Ganden pomeni 'veselo' in je tibetansko ime za Tuṣita, nebesa, kjer naj bi prebival bodhisatva Maitreja. Namgyal Ling pomeni 'zmagoviti tempelj'.

## Zgodovina
Samostan Ganden je ustanovil Je Tsongkhapa Lozang-dragpa (1357–1419) leta 1409 in naj bi privabil številne laične in samostanske bhakte. Tsongkhapa je zgradil Gandenov glavni tempelj z velikimi kipi in tridimenzionalnimi mandalami. Pogosto je bival v Gandnu in tam leta 1419 umrl. Tsongkapovo ohranjeno telo so njegovi učenci pokopali v Gandnu v srebrno in zlato okrašeno grobnico.
Ime Gelug je okrajšava za Ganden Lug, kar pomeni 'tradicija Ganden'. Ganden Tripa ali 'Gandenov prestol' je vodja šole Gelug. Pred smrtjo je Tsongkhapa dal svojo obleko in palico prvemu Ganden Tripi, Gjeltsabdžeju (1364-1432), ki ga je nasledil Kajdrubdžej. Mandat traja sedem let in do leta 2003 je bilo 99 Ganden Tripas. Samostan je bil v času 2. Ganden Tripe razdeljen na štiri kolegije. Kasneje so jih združili v dva, Džangtsej in Šartsej, ki sta severno oziroma vzhodno od glavnega templja. Oba združujeta študij sutre in tantre. Študijske metode vključujejo pomnjenje, logiko in debato. Visoke šole podeljujejo diplome za različne stopnje dosežkov, ovrednotene z izpitom in uradno javno razpravo.
V 1860-ih je srečanje z naslovom »veliki samostan Ganden, samostan Drepung in vladni uradniki« organiziral laični aristokrat Šatra. Ta skupščina je odstavila obstoječega regenta in ga nadomestila s Šatro. Od takrat naprej je skupščina ali Tsondu izbirala regente in igrala pomembno politično vlogo kot posvetovalno telo. Samostani Ganden, Sera in Drepung so bili tako veliki, da so dejansko lahko vložili veto na vladne odločitve, s katerimi se niso strinjali. Ti trije samostani so imeli skupno 20.000 menihov, ki so jih podpirali velika posestva rodovitne zemlje, ki so jih obdelovali podložniki. Nekoč je lahko samostan Ganden podpiral več kot 5000 menihov. Laurence Waddell poroča o približno 3300 v 1890-ih. Leta 1959 je bilo očitno samo 2000 menihov. Eden od pomembnih menihov v samostanu Ganden v njegovi zgodovini je bil Kunigaiš Gedimin. Gedimin, ki ga je posvetil Mahačarja Ratnavadžra, je desetletje prebival v Gandnu. Pripisujejo mu tudi posvetitev Karla Tõnisona, znanega tudi kot brat Vahindra, v samostanu Burkučinsk blizu Bajkalskega jezera leta 1893.
- Fotografija dela ruševin samostana Ganden iz leta 1985 (z nekaj novimi stavbami), ki ga je uničila Ljudska osvobodilna vojska leta 1959 po tibetanskem protestu 10. marca v Lasi in begu 14. dalajlame iz Tibeta v izgnanstvo.
- Del samostana Ganden, Tibet leta 1921. Grobnica Tsongkhapa je na sredini levo, blizu nje na desni s štirimi velikimi stebri je zborna dvorana samostana in hiša, v kateri je živel Ganden Tripa in stanovanja dalajlame pod pozlato strehe.

### Obnova po letu 1959
Samostan Ganden je med tibetansko vstajo leta 1959 popolnoma uničila Ljudska osvobodilna vojska. Leta 1966 ga je močno obstrelilo topništvo Rdeče garde in menihi so morali razstaviti ostanke. Stavbe so bile med kulturno revolucijo (1966–1976) z dinamitom spremenjene v ruševine.
Večina Tsongkhapovega mumificiranega telesa je bila sežgana, vendar je njegovo lobanjo in nekaj pepela iz ognja rešil Bomi Rinpoče, menih, ki je bil prisiljen odnesti telo v ogenj.
Obnova se je nadaljevala od 1980-ih. Od leta 2012 je bil dosežen hiter napredek pri obnovi samostana.] Rdeče pobarvan lhakang v sredini je rekonstrukcija Gandenovega sanctum sanctoruma, ki vsebuje Tsongkapov relikviarij čorten (stupa, imenovan Tongva Donden, 'Pomembno za videti').

## Stavbe
Ganden je vseboval več kot dva ducata velikih kapel z velikimi kipi Bude. Največja kapela je lahko sprejela 3500 menihov. Tenzin Gyatso, 14. dalajlama (rojen leta 1935), je leta 1958 opravil zadnji diplomski izpit v Gandnu in trdi, da čuti posebno tesno povezanost s Tsongkhapo. Samostan vodi gostišče za obiskovalce. Gandenova glavna zborna dvorana je bela stavba z zlatimi strehami, blizu ogromnega trga. Glavna kapela vsebuje veliko pozlačenih podob Tsongkhape. Maronova in oker kapela poleg glavne skupščinske dvorane ima kip Bude Šakjamunija in del, ki se uporablja za ročno tiskanje svetopisemskih besedil z uporabo lesenih blokov.
Tri glavne znamenitosti v samostanu Ganden so Serdung, v katerem je grob Tsongkhape, zborna dvorana Tsokčen in kapela Ngam Čo Khang, kjer je Tsongkhapa tradicionalno poučeval. Samostan hrani artefakte, ki so pripadali Tsongkhapi.
- Samostan Ganden, 2013
- Meniha v samostanu Ganden
- Samostan Ganden po beljenju novembra 2013
- Samostan Ganden, 2013

## Nedavni dogodki
V začetku leta 1996, potem ko je bila uvedena prepoved slik dalajlame, se je 400 menihov v Gandnu uprlo. Nanje so streljale enote PLA, kar je očitno povzročilo dve smrti in več ranjenih, čemur je sledila aretacija stotih menihov.
Med obletnico tibetanske vstaje leta 2008 so menihi samostana Ganden sodelovali v množičnih demonstracijah in protestih, ki so se začeli 10. marca in se razširili po vsem Tibetu.
Od leta 2012 se je število menihov zmanjšalo na približno 400 menihov.

## Ustanovitev v Indiji
Tibetansko prebivalstvo v izgnanstvu je v Karnataki v Indiji ponovno vzpostavilo samostan Ganden. Samostan Ganden je v tibetanskem naselju v Mundgodu. Ta naselbina tibetanskih beguncev je največja te vrste v Indiji in je bila prvič ustanovljena leta 1966 na zemlji, ki jo je podarila indijska vlada. V tibetanskem naselju blizu Mundgoda sta samostan Ganden in Drepung. Leta 1999 je imelo okoli 13.000 prebivalcev. Tibetansko naselje sestavlja devet kampov z dvema moškima samostanoma in enim ženskim. Ustanovili so kreditno banko za kmetije, kmetijski zavod in obrtni center. Uvaja se sodobna tehnologija in komunikacijska tehnologija. Kurikulum samostana Ganden ostaja podoben naukom samostana Ganden pred letom 1959. V Indiji sta bili ponovno ustanovljeni tudi samostanski šoli Ganden Džangtse in Šartse. Imenujeta se Ganden Džangtse College in samostan Gaden Šartse. Sta v Karnataki.
Leta 2008 je bilo več kot 500 menihov, ki se niso hoteli držati prepovedi zaščitnega božanstva Dordže Šugden, ki jo je uveljavila dalajlamova vlada v izgnanstvu, izgnanih iz samostana Ganden v Mundgodu v Karnataki in v njegovi neposredni soseščini ustanovili Šar Gaden samostan, uradno odprt oktobra 2009. Posledično je Dokhang Khangtsen, največji oddelek samostana Gaden Šartse, od koder prihaja večina odhajajočih menihov, prenehal obstajati.